# Regne de la Gran Bretanya
|  | Per a altres significats, vegeu «Regne de la Gran Bretanya i Irlanda». |

El Regne de la Gran Bretanya fou un estat que existí entre els anys 1707 i 1800 que dominava els territoris de l'illa de la Gran Bretanya al 1707. Amb l'Acta de la Unió de 1707, sota el regnat d'Anna de la Gran Bretanya, el Regne d'Escòcia i el Regne d'Anglaterra, que havien compartit monarca des del 1602, van acordar formar una unió permanent com a Regne de la Gran Bretanya. Posteriorment, amb l'Acta de la Unió de 1800, el regne es va annexionar el Regne d'Irlanda, formant així el Regne Unit de la Gran Bretanya i Irlanda.

## Origen del nom
Sovint el Regne de la Gran Bretanya rep el nom alternatiu de Regne Unit de la Gran Bretanya, que sol reduir-se a Regne Unit. Hi ha un debat sobre si el segon nom és acceptable. En la signatura de l'Acta de la Unió de 1707 es fa referència a United Kingdom of Great Britain (en català: "Regne Unit de la Gran Bretanya"), cosa que pot suposar que la paraula United (en català: "Unit") tingui un caràcter merament descriptiu i no formi part del títol oficial, significant així que Anglaterra i Escòcia es van "unir en un regne de nom Gran Bretanya" (United into One Kingdom by the Name of Great Britain).
El nom "Regne Unit" de vegades es prefereix per a efectes de la continuïtat, especialment en l'àmbit militar i colonial. En el moment de l'Acta de la Unió de 1800, que amb una pretesa ambigüitat van anomenar United Kingdom ("Regne Unit"), els britànics estaven involucrats en la Gran Guerra francesa i l'Imperi Britànic posseïa moltes colònies a Amèrica, l'Índia i Austràlia. No obstant això, el nom de "Regne Unit" entrà en ús popular, de manera que en el moment de la signatura de l'Acta d'Unió amb Irlanda el nom va ser adoptat oficialment.

## Estructura política
El Regne de la Gran Bretanya va ser governat per un sol monarca, igual que l'illa de la Gran Bretanya des de 1603 després de la Unió de les Corones, amb l'excepció de l'interregne anglès i durant el govern conjunt de Guillem III i Maria II. A partir de 1707, mitjançant la signatura de l'Acta de la Unió, el monarca del Regne de la Gran Bretanya tenia pel poder d'una sola corona unificada, que fins al moment, tot i compartir el mateix rei, es mantenien com a dues entitats completament separades i amb el seu propi parlament. La successió al tron va ser determinada per l'Acta d'Establiment anglesa de 1701, en substitució de l'Acta de Seguretat escocesa de 1704. L'adopció de l'Acta d'Establiment significà que l'hereu al tron britànic havia de ser un protestant descendent de Sofia del Palatinat, iniciadora de la futura Dinastia de Hannover regnant en el tron anglès.
El poder legislatiu estigué en mans del Parlament de la Gran Bretanya, que va substituir al Parlament d'Anglaterra i el Parlament d'Escòcia. De la mateixa manera que en el modern Parlament del Regne Unit, el Parlament de la Gran Bretanya va incloure tres elements: la Cambra dels Comuns, la Cambra dels Lords i la Corona en el Parlament (la presència del monarca en el Parlament). Els territoris d'Anglaterra i Escòcia van tenir representants en ambdues cambres del nou parlament. Encara que la representació d'Escòcia en ambdues cambres fou més petita que la seva població real, la representació en el parlament fou en aquells moments basada en la fiscalitat i no pas en la població, un fet que provocà que Escòcia tingués un nombre més gran d'escons del que realment li tocaria. En virtut dels termes de la unió política, Escòcia tenia 16 escons a la Cambra dels Lords i 45 membres a la dels Comuns, sent la resta pels representants d'Anglaterra i Gal·les.

## Política

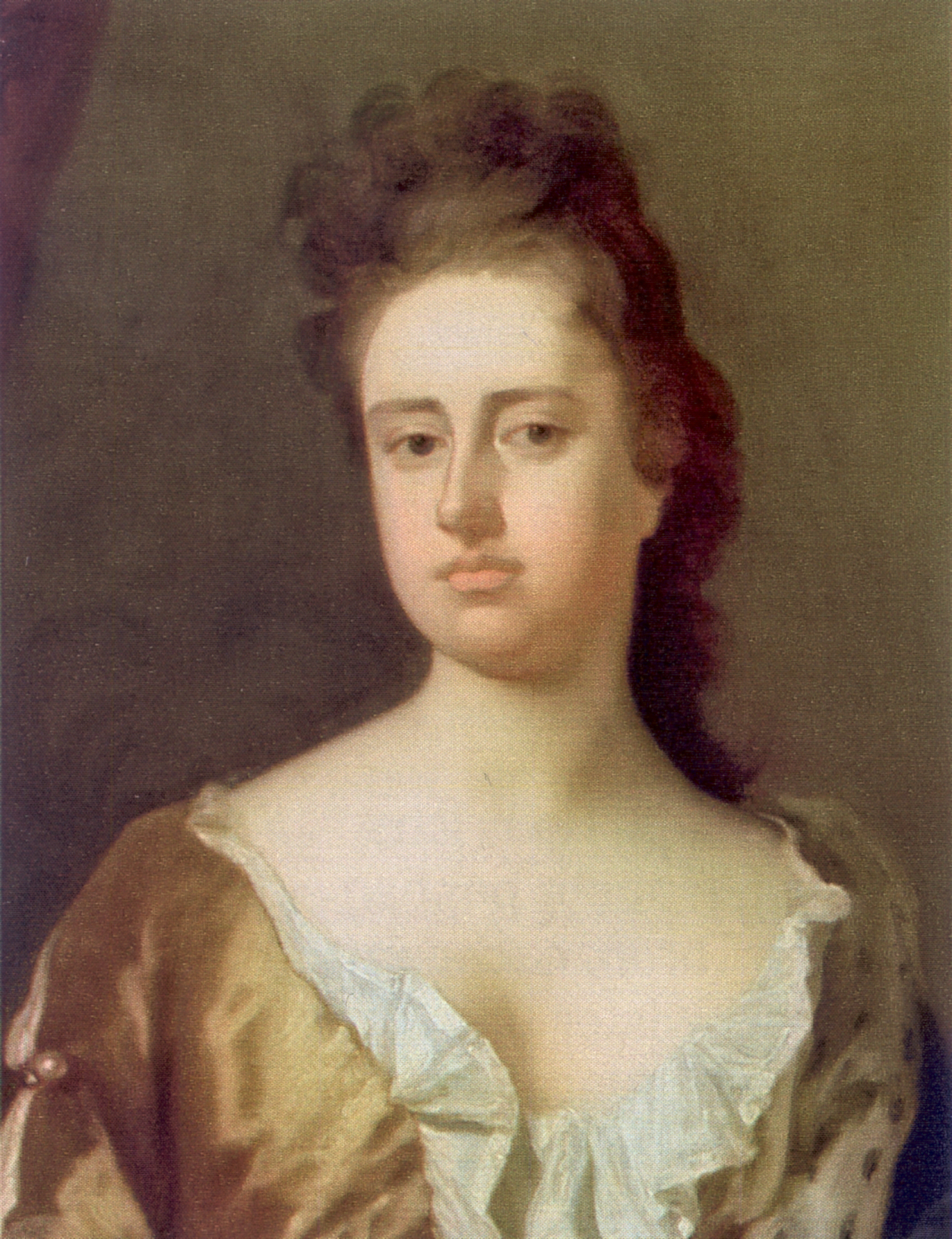
Anna I de la Gran Bretanya

L'any 1714 va ascendir al tron de Jordi I, el primer rei de la Dinastia Hannover, al tron britànic. Amb una gran participació activa en la política europea, el 1717 va contribuir a la creació de la Triple Aliança amb el Regne de França i les Províncies Unides contra el Regne d'Espanya, aliança que el 1718 fou ampliada amb la incorporació del Sacre Imperi Romanogermànic i que es denominà Quàdruple Aliança. La consegüent Guerra de la Quàdruple Aliança tingué els mateixos motius que els de la Guerra de Successió Espanyola, finalitzant amb la signatura del Tractat d'Utrecht pel qual Felip V fou reconegut rei d'Espanya i el Regne de la Gran Bretanya va guanyar tot un seguit de territoris (Menorca, Gibraltar o Nova Escòcia⁣⁣, entre d'altres) i avantatjosos acords comercials (el monopoli del tràfic de negres a l'Amèrica espanyola).
Jordi II va iniciar una nova guerra contra el Regne d'Espanya, la Guerra de l'orella de Jenkins, que finalitzà amb la derrota britànica, i que passà a formar part de la Guerra de Successió Austríaca, per la qual Jordi II ajudà a Maria Teresa d'Àustria a aconseguir el tron del Sacre Imperi per por a un augment del poder francès a Europa.
Les relacions entre el Regne de la Gran Bretanya i les Tretze Colònies durant el segle xviii anaren empitjorant, havent d'encarar Jordi III durant el seu regnat la Guerra d'Independència dels Estats Units. Amb la signatura de l'Acta de la Unió de 1800, per la qual el Regne de la Gran Bretanya s'annexionava el Regne d'Irlanda, s'establí el Regne Unit de la Gran Bretanya i Irlanda.